# Dolní Slověnice
Dolní Slověnice jsou vesnice, část města Lišov v okrese České Budějovice v Jihočeském kraji. Nachází se asi 5,5 kilometru severovýchodně od Lišova. Prochází zde silnice II/148. Dolní Slověnice jsou také název katastrálního území o rozloze 9,18 km².

## Historie
První písemná zmínka o vesnici pochází z roku 1359. Slověnice náležely k lomnickému panství. Podle urbáře z roku 1555 existovalo v Dolních Slověncích 21 poddanských usedlostí, k nimž patřilo dohromady 13 a čtvrt lánu půdy.
24. ledna 1806 byl v lese u Slověnic nalezen zavražděný francouzský voják. Jeho tělo bylo pohřbeno na novém hřbitově ve Slověnicích. Na motivy této události vznikla lidová píseň.
V zimě 1944 byla za vsí zřízena letecká střelnice pro výcvik pilotů Luftwaffe. Vojáci byli ubytovaní v místní škole. 10. května 1944 zde došlo k havárii letounu Ju-87D-3, při které zahynul pilot unteroffizier Ernst Becker.
27. července 2014 bylo nově otevřeno Národopisné muzeum v Dolních Slověnicích.

## Přírodní poměry
Severozápadně od vesnice, na břehu stejnojmenného rybníka, leží přírodní rezervace Dvořiště.

## Obyvatelstvo
| Rok            | 1869 | 1880 | 1890 | 1900 | 1910 | 1921 | 1930 | 1950 | 1961 | 1970 | 1980 | 1991 | 2001 | 2011 | 2021 |
| -------------- | ---- | ---- | ---- | ---- | ---- | ---- | ---- | ---- | ---- | ---- | ---- | ---- | ---- | ---- | ---- |
| Počet obyvatel | 263  | 267  | 289  | 268  | 274  | 279  | 240  | 153  | 157  | 121  | 113  | 87   | 97   | 96   | 105  |
| Počet domů     | 38   | 42   | 44   | 41   | 40   | 43   | 44   | 46   | 38   | 36   | 38   | 48   | 47   | 54   | 59   |

## Obecní správa
V polovině 19. století se Slověnice staly samostatnou obcí. Roku 1913 byly rozděleny na dvě obce s vlastní samosprávou  –  Dolní Slověnice a Horní Slověnice. V letech 1943–1945 byly znovu osadou obce Slověnice, ale v letech 1945–1960 byly uváděny znovu jako obec. Od 12. června 1960 do 31. března 1976 tvořily opět společnou samostatnou obec s názvem Slověnice a od 1. dubna 1976 náleží k Lišovu.

## Pamětihodnosti
- Kostel svatých Mikuláše a Linharta
- budova fary z roku 1795 (stržena v listopadu 2020)[13]
- usedlost čp. 19 se zdobenými štíty datovaná 1856
- hráz a kamenné mosty přes zátoku rybníka Dvořiště

## Rodáci
- Tomáš Pumpr (1906-1972), právník, překladatel a esperantista